# Couwenhoven
Couwenhoven is een buurt in Zeist en is tussen 1972 en 1977 gebouwd samen met de wijken Brugakker, Nijenheim, Crosestein en De Clomp. Deze buurten samen maken de wijk Zeist-West. De buurt Couwenhoven heeft 2.450 inwoners (2023).
Couwenhoven heeft veelal rijtjeshuizen die aangelegd zijn in hofjes. Ook heeft de wijk een aantal bungalows en 4 middelgrote flats, variërend tussen de 5 en 9 woonlagen.
Couwenhoven heeft geen straatnamen, maar de straten zijn genummerd. van 10 t/m 90. Zo krijgen de huisnummers eerst het straatnummer, e.g. 44, en na het straatnummer volgt het huisnummer, e.g. 50. Zo ontstaat het huisnummer 44-50.
De buurt is te bereiken via de Weteringlaan, een van de doorgaande wegen in Zeist-West. Over deze weg rijdt ook lijnbus 74 van U-OV (Qbuzz), die Couwenhoven verbindt met Zeist-Centrum, Utrecht, Nieuwegein en Vianen.